# Karimás ikerszelvényes-alakúak
A karimás ikerszelvényes-alakúak (Polydesmida) az ikerszelvényesekhez (Diplopoda) tartozó család. Az ezerlábúak alosztályán belül található legbővebb fajlistával rendelkező rend, mely száma meghaladja a 3500 fajt.
Magyarországon a karimás ezerlábú (Polydesmus complanatus) a leggyakrabban megtalálható faj.

## Előfordulás
Főként lombhullató erdők avarában találhatók meg, növényi korhadékkal táplálkoznak.

## Életmód
Egyedfejlődésüket teloanamorfózis jellemzi, mely során az állat többször vedlik ivarérettségig, mire eléri a végleges méretét. A test szegmensei lapítottak, melyek neve paranota.
A család képviselőinek nincsen szemük, méretük 3–130 mm között változik. Sok faj mérgező vegyületek előállítására képes, és élénk színezetével erre figyelmezteti a ragadozókat.
A kifejlett állatok általában 20 szegmenssel rendelkeznek, az első szegmenst collumnak, az utolsót telsonnak nevezzük. Azoknál a fajoknál ahol a tényleges szegmensszám 20, a nőstényeknek 31 pár járólábuk van, a hímeknél a 8. pár láb gonopódiummá módosult, így nekik csak 29 járólábuk van.

## Rendszertan
Dalodesmidea Hoffman, 1980. 2 család
- Dalodesmidae Cook, 1896
- Vaalogonopodidae Verhoeff, 1940

Leptodesmidea Brölemann, 1916. 13 család
- Chelodesmoidea Cook, 1895
  - Chelodesmidae Cook, 1895
- Platyrhacoidea Pocock, 1895
  - Aphelidesmidae Brölemann, 1916
  - Platyrhacidae Pocock, 1895
- Rhachodesmoidea Carl, 1903
  - Rhachodesmidae Carl, 1903
  - Tridontomidae Loomis & Hoffman, 1962
- Sphaeriodesmoidea Humbert & de Saussure, 1869
  - Campodesmidae Cook, 1896
  - Holistophallidae Silvestri, 1909
  - Sphaeriodesmidae Humbert & de Saussure, 1869
- Xystodesmoidea Cook, 1895
  - Eurymerodesmidae Causey, 1951
  - Euryuridae Pocock, 1909
  - Gomphodesmidae Cook, 1896
  - Oxydesmidae Cook, 1895
  - Xystodesmidae Cook, 1895

Paradoxosomatidea Daday, 1889. 1 család
- Paradoxosomatidae Daday, 1889

Polydesmidea Pocock, 1887. 12 család
- Oniscodesmoidea Simonsen, 1990
  - Dorsoporidae Loomis, 1958
  - Oniscodesmidae DeSaussure, 1860
- Pyrgodesmoidea Silvestri, 1896
  - Ammodesmidae Cook, 1896
  - Cyrtodesmidae Cook, 1896
  - Pyrgodesmidae Silvestri, 1896
- Haplodesmoidea Cook, 1895
  - Haplodesmidae Cook, 1895
- Opisotretoidea Hoffman, 1980
  - Opisotretidae Hoffman, 1980
- Polydesmoidea Leach, 1815
  - Cryptodesmidae Karsch, 1880
  - Polydesmidae Leach, 1815
- Trichopolydesmoidea Verhoeff, 1910
  - Fuhrmannodesmidae Brölemann, 1916
  - Macrosternodesmidae Brölemann, 1916
  - Nearctodesmidae Chamberlin & Hoffman, 1958
  - Trichopolydesmidae Verhoeff, 1910